# إعادة تحديد الغرض

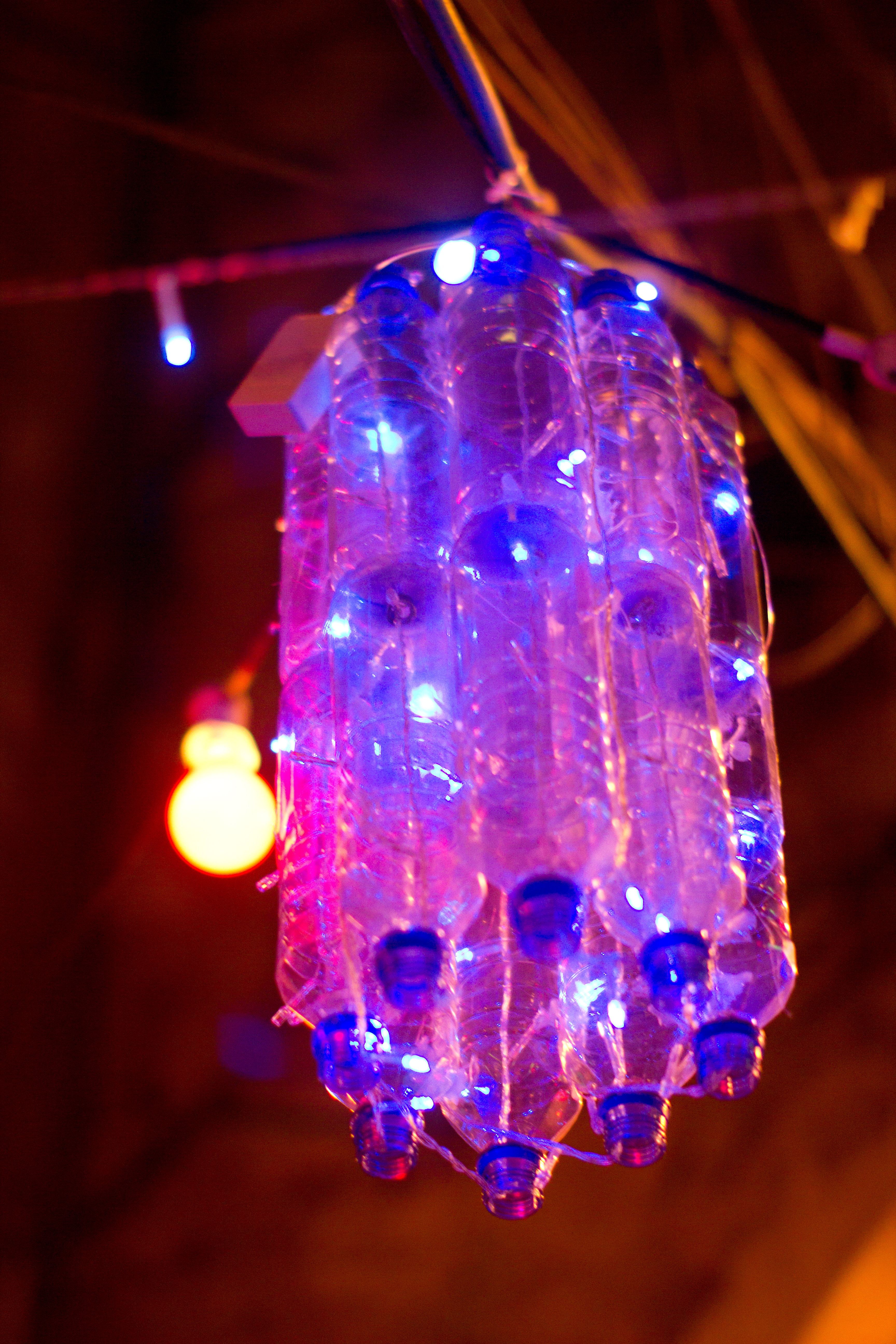
إعادة استخدام الزجاجات البلاستيكية (بمصابيح LED) على أنها ثريا خلال رمضان في الحي الإسلامي، القدس

إعادة تحديد الغرض أو إعادة الاستخدام هي العملية التي يتم من خلالها تحويل شيء ذي قيمة استخدام واحدة أو إعادة نشره كشيء ذي قيمة استخدام بديلة.

## وصف
إن إعادة تحديد الغرض قديمة قدم الحضارة الإنسانية، حيث يبحث العديد من العلماء المعاصرين بهذه الطريقة من خلالها تكييف القطع الأثرية للثقافات القديمة بطرق جديدة ومبتكرة. في الآونة الأخيرة، تم الاحتفال بإعادة تحديد الأغراض من قبل الهواة في القرن الحادي والعشرين ومنظمات الفنون والحرف اليدوية وغيرها.
إعادة تحديد الغرض هي استخدام أداة يتم إعادة توجيهها لتصبح أداة أخرى، عادة لغرض غير مقصود من قبل صانع الأدوات الأصلي. عادة، يتم إعادة استخدام الألياف باستخدام عناصر تعتبر عادة غير مرغوب فيها كالقمامة. مثال جيد على ذلك هو نمط المنزل، الذي يستخدم الإطارات كجدران عازلة وزجاج كجدران زجاجية. لا يقتصر إعادة الاستخدام على الاستخدامات المتكررة لنفس الغرض. يستخدم الرماد المتطاير من رماد عادم من المحارق ومحطة الطاقة على نطاق واسع كمادة مضافة للخرسانة، مما يوفر قوة متزايدة. يمكن لهذا النوع من إعادة الاستخدام في بعض الأحيان الاستفادة من العناصر التي لم تعد صالحة للاستخدام لأغراضها الأصلية، على سبيل المثال استخدام الملابس البالية كخرق.
ليس كل إعادة الاستخدام هي بالضرورة صديقة للبيئة، على سبيل المثال فكرة إعادة استخدام شاحنات العمل القديمة للشركات، حيث يمكن أن يؤدي ضعف اقتصاد الوقود إلى إبطال الفوائد على المدى الطويل والمزيد من الدخان الصاعد للسماء يمكن أن يثبت أنه غير صديق للبيئة، حيث يمكن أن يكون إعادة استخدام المركبات لتحويل السيارات الكهربائية البديل الموصى به لذلك، على الرغم من أن تكلفته يمكن أن تكون لا تذكر في البداية.

## أمثلة

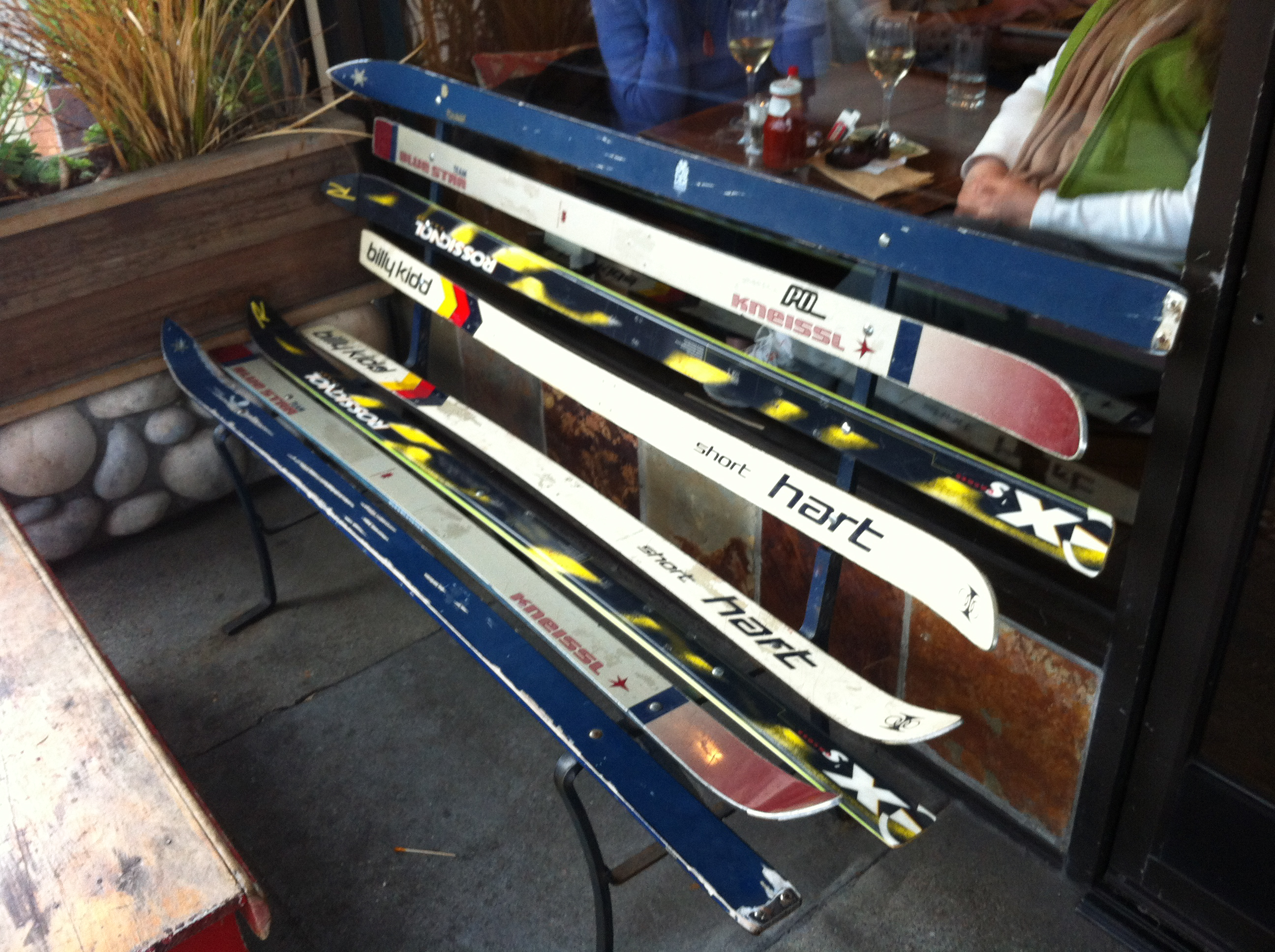
استخدام الزلاجات كمقعد

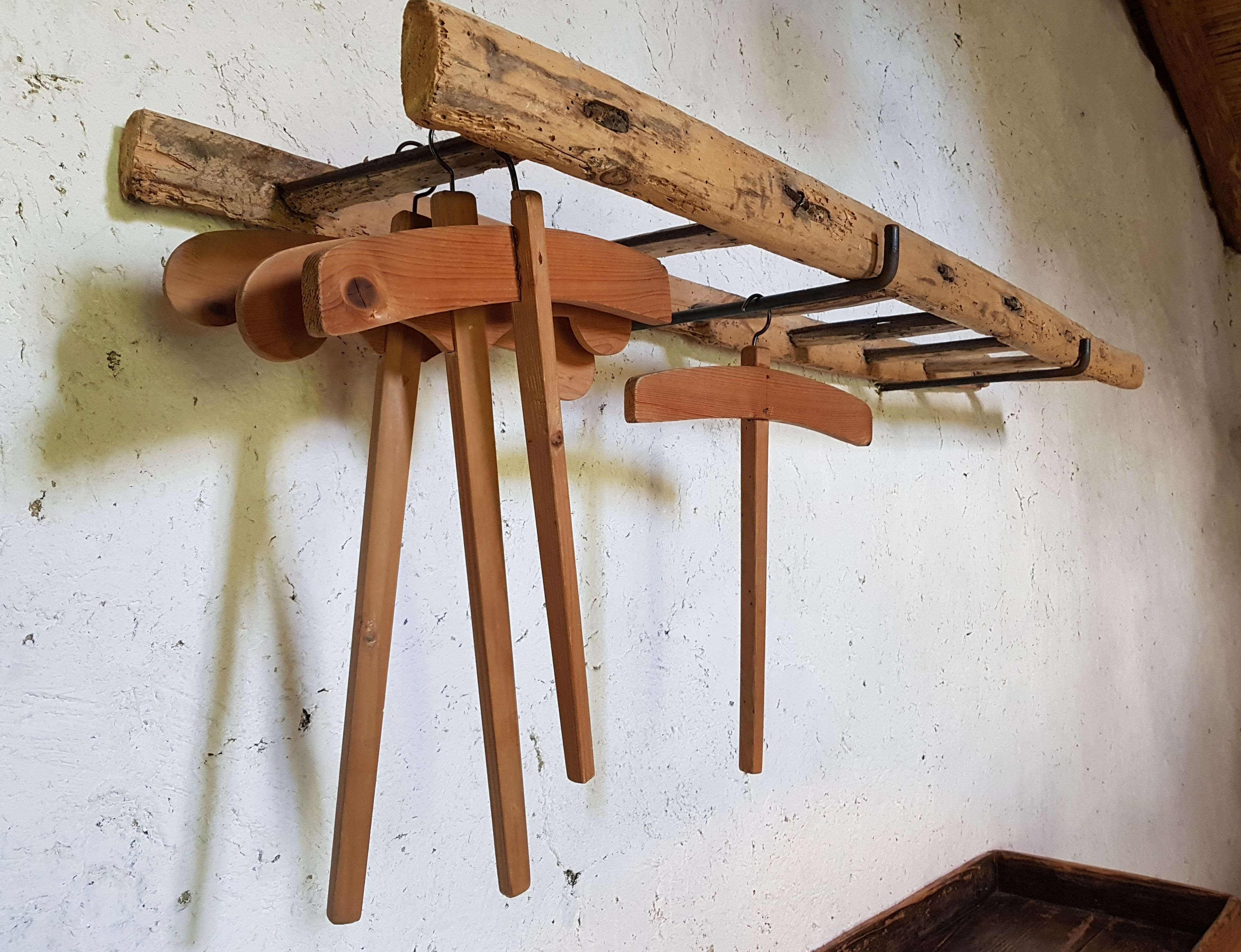
سلم معاد استخدامه كحامل معطف في سردينيا

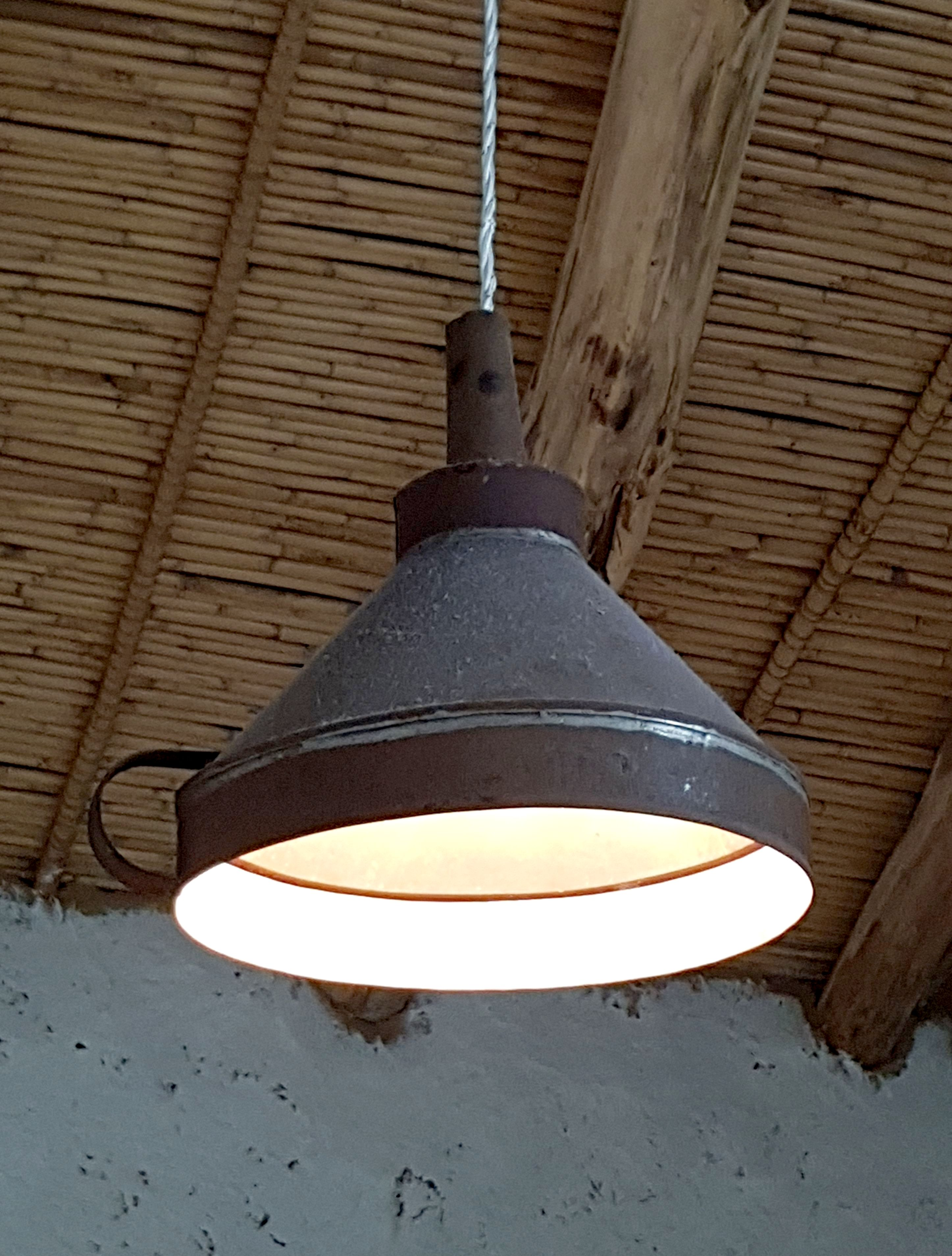
عاكس الضوء في سردينيا

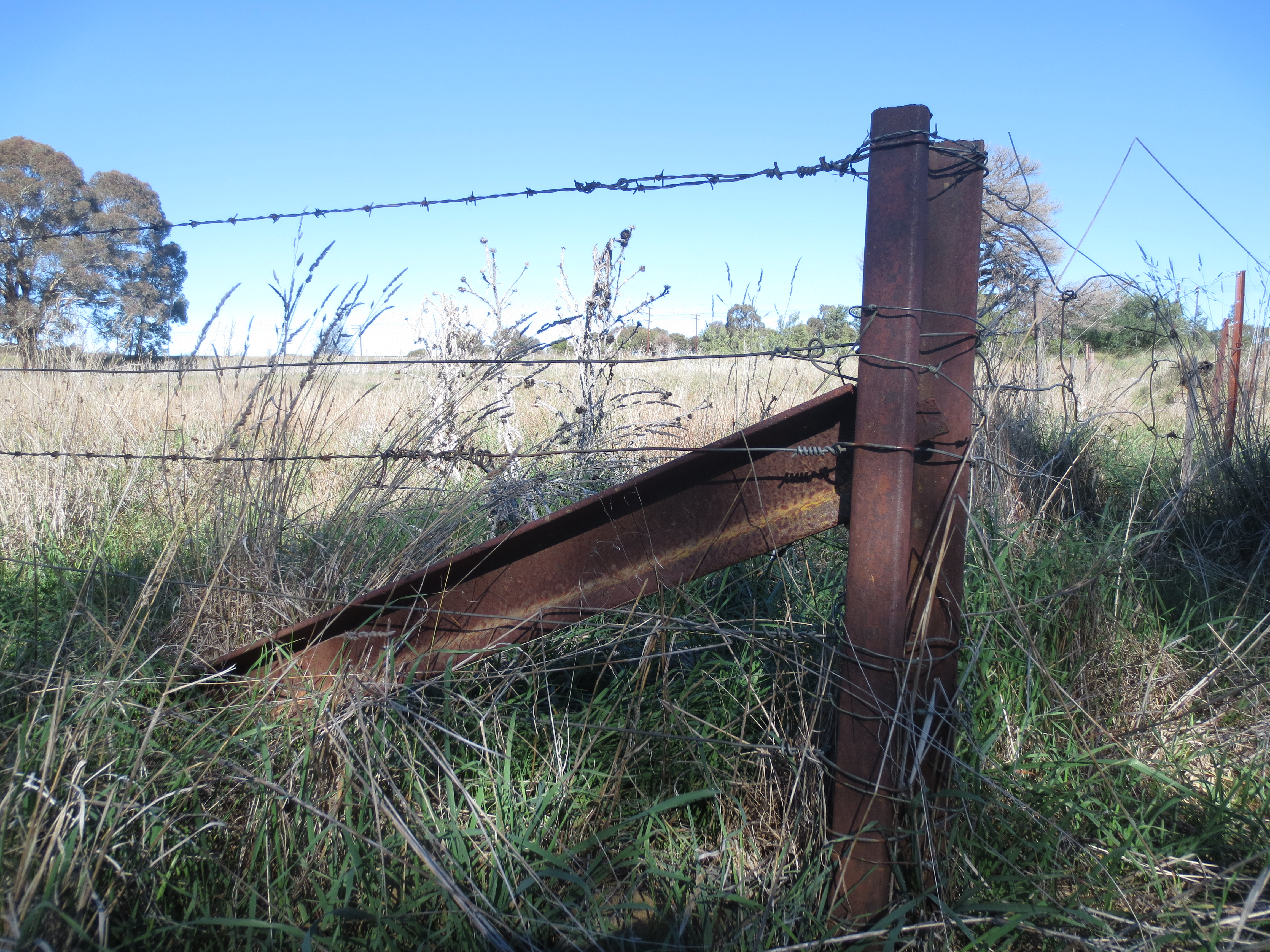
إعادة استخدام خط السكة الحديدية كمركز سياج زراعي

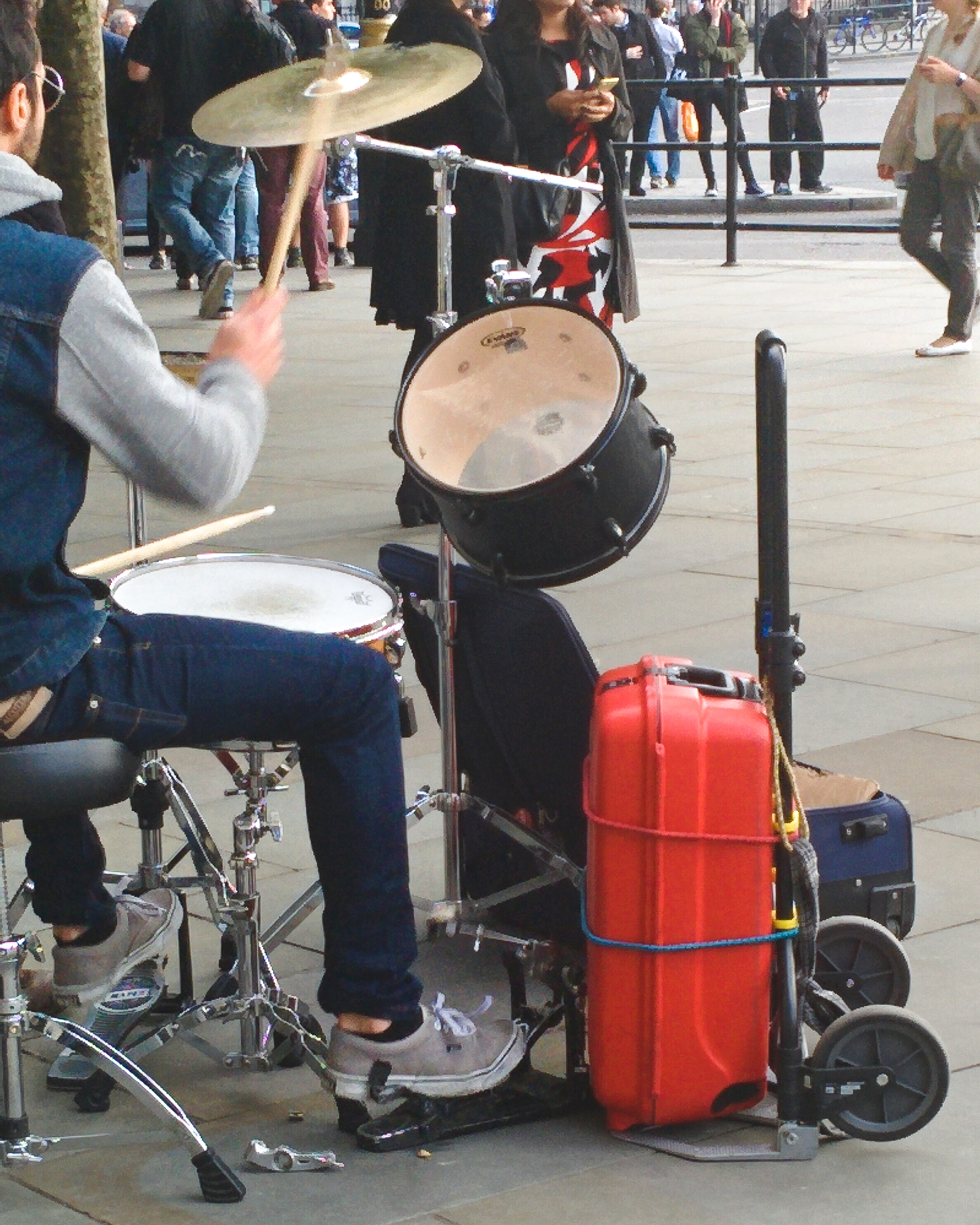

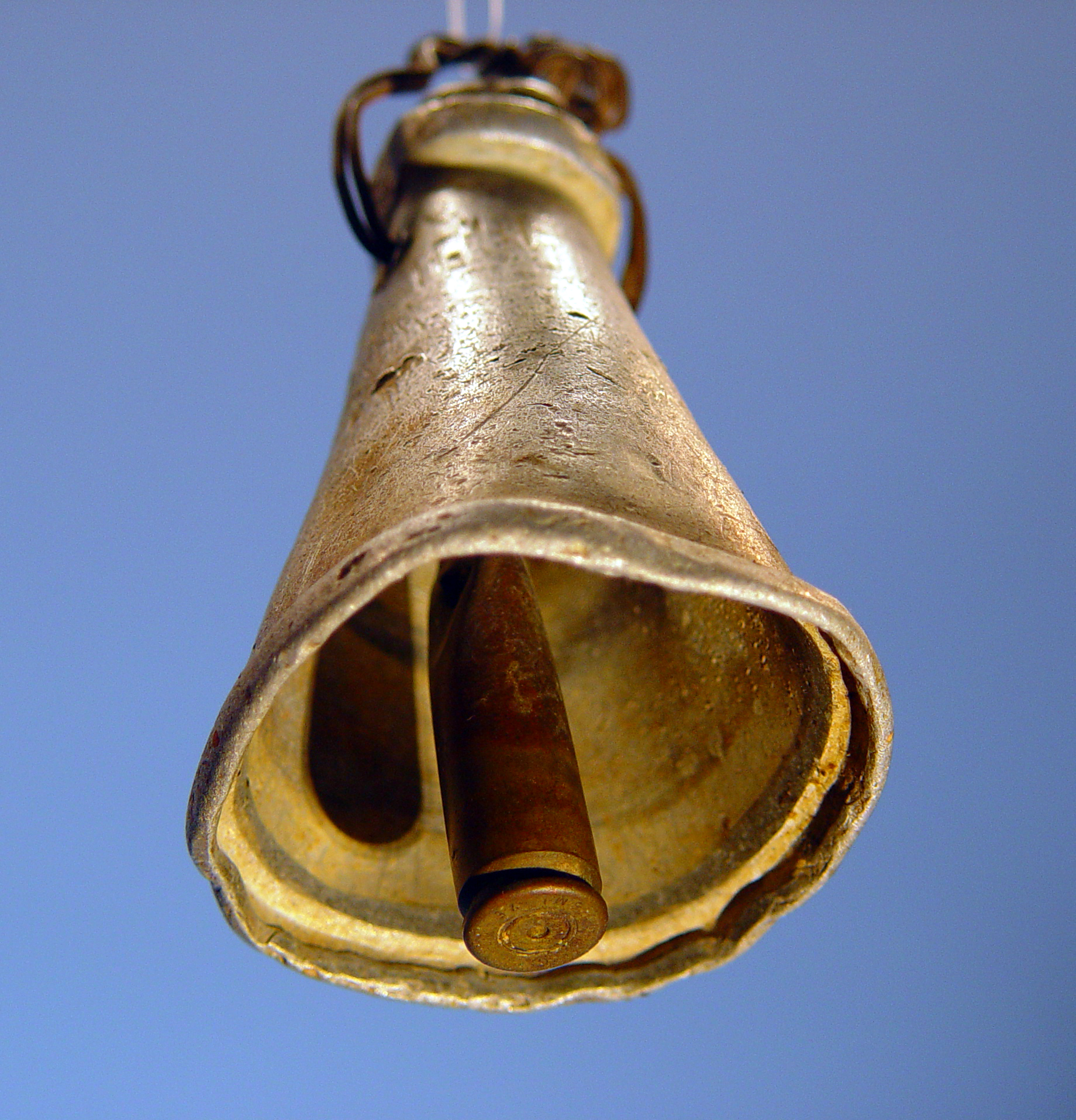
العثور على الجرس في عام 1988 في حقل بالقرب من (تيكوا) في تلال يهودا، الضفة الغربية. يتكون جرس الجرس من الألومنيوم، وربما يكون من أدوات المطبخ المكسورة، في حين أن المصفق عبارة عن علبة خرطوشة نحاسية (بأبعاد 7.62 × 51 مم).

### سيارات
تم إعادة استخدام عربات صغيرة الحجم والتي تم استخدامها لخدمة نقل المطار كمركبات صغيرة للكنائس بشكل رئيسي بسبب بعض الإهلاك لتسهيل التكلفة المعقولة.

### الكترونيات
تتمثل في إعادة استخدام محركات أقراص يو إس بي المحمولة القديمة ذات القدرات القديمة لمواصلة الخدمة لنقل الملفات (خاصة المجهولة) التي لا تتطلب أكثر من غيغابايت واحد.
عرضت ايفر درايف وخراطيش ألعاب الفلاش الأخرى فرصًا لتنزيل صور ROM لخراطيش ألعاب الفيديو على بطاقات SD بينما تقدم فرصًا لإعادة استخدام وحدات تحكم ألعاب الفيديو القديمة الحقيقية للعب الرجعية.
يمكن استخدام الهواتف الذكية القديمة التي تعمل بنظام الأندرويد، والتي تميل إلى أن تكون لديها القليل من موارد الحوسبة التي لم يتم استخدامها وربما تحتوي على مقياس تسارع ثلاثي المحاور من المواصفات اللائقة، كعقدة قياس الزلازل للهواة لمشروع رصد الزلازل الموزع، على سبيل المثال، شبكة الزلزال.
يمكن إعادة استخدام عاكسات البرمجيات التجارية الجاهزة الفائضة المستهلكة أو الجديدة العاكسة المكافئة المخصصة للاستخدام في استقبال تلفزيون الأقمار الصناعية لمجموعة واسعة من التطبيقات التي يكون فيها عاكس المستهلك منخفض الكسب مناسبًا، بما في ذلك جهاز الميكروويف للهواة ووصلات واي-فاي.

### تصنيع السلع المعاد تدويرها
يمكن إعادة استخدام العبوة القابلة لإعادة الاستخدام لمجموعة متنوعة من الأغراض الأخرى.
يمكن أن تنطوي إعادة التدوير أيضًا على إعادة استخدام المواد، مثل المنتجات التي تستخدم الورق المعاد تدويره.

### الأدوية
عادة تنظيم الأدوية (المعروف أيضًا باسم «إعادة استخدام الأدوية» أو «التبديل العلاجي») هو تطبيق الأدوية والمركبات المعروفة لعلاج الأمراض الجديدة.

### الخردة والمواد المنزلية
الخردة المعدنية لها تطبيقات لا تعد ولا تحصى لإعادة استخدامها. كذلك الأثاث وأواني المطبخ وزجاجات المشروبات حيث يمكن إعادة استخدام زجاجات المياه لتطهير المياه بالطاقة الشمسية.